# 橋本福松
橋本 福松（はしもと ふくまつ、1883年3月24日 - 1944年2月5日）は日本の地理学者、実業家。旧姓は平沢。

## 人物
長野県上伊那郡西春近村（現伊那市）生まれ。旧松本藩士の橋本房太の養子となる。上京して正則英語学校卒業、在学中は坪井正五郎の指導を受けて地理学・人類学を学ぶ。1902年諏訪郡玉川小学校の教員となり、校長の島木赤彦に師事する。のち諏訪高等女学校等で教鞭をとりながら、諏訪湖の研究に打ち込み、1906年に湖底の「曽根遺跡」を発見、1910年には「諏訪地図」を完成させる。
1918年再び上京して岩波書店に入社したが、病気に罹患して帰郷し伊那小学校に勤務の傍ら、「上伊那郡誌」の編纂に携わる。1922年再び上京して地理学専門出版社古今書院を創設。1925年「地理学評論」を創刊。また小川琢治、辻村太郎らの地理学書を多数出版した。